# Please Don't Tell Me How the Story Ends
«Please Don't Tell Me How the Story Ends» es una canción escrita por Kris Kristofferson y grabada inicialmente por Bobby Bare, quien la incluyó en su álbum de 1971, Where Have All the Seasons Gone. La versión más conocida de la canción es una grabación por el músico estadounidense Ronnie Milsap. Se publicó en julio de 1974 como el segundo sencillo de su álbum de estudio Pure Love.

## Recepción de la crítica
Un escritor no especificado de la revista Cash Box describió el sencillo como “una canción tierna y sensible sobre la ruptura de una relación”, y elogió “la entrega vocal de Ronnie y la flexibilidad de su fino rango”.

## Lista de canciones
7-inch single – RCA APB0-0313
1. «Please Don't Tell Me How the Story Ends» (Kris Kristofferson) – 2:44
2. «Streets of Gold» (Jim Lunsford) – 2:15

## Créditos y personal
Créditos adaptados desde las notas de álbum de Pure Love.
Músicos
- Ronnie Milsap – voz principal, guitarra
- The Nashville Edition – coros
- D. Bergen White – arreglos

Personal técnico
- B. Tom Collins – productor
- Jack D. Johnson – productor
- Al Pachucki – ingeniero de audio
- David Roys – técnico de estudio
- Mike Shockley – técnico de estudio